# AIさくらさん
AIさくらさん（エーアイさくらさん）は、ティファナ・ドットコムが提供する、デジタルサイネージ式の人工知能接客システム。300社の企業が導入している。

## 概要
2021年3月31日に、東日本旅客鉄道の海浜幕張駅や高輪ゲートウェイ駅で導入されており、駅周辺の観光地、乗り換え、土産物の情報などを案内する。日本語、英語、中国語、朝鮮語（韓国語）を使う。自動販売機にも装着されている。緊急事態宣言時に対応した、「非接触さくらさん」「テレワークさくらさん」というサービスがある。
相鉄ジョイナス、四日市市役所、関西大学東京センター、マックスバリュ西日本、セブンイレブン、岡三オンライン証券などで採用された。

## 設定
AIさくらさんは、名前を澁谷さくら（しぶやさくら）といい、4月5日生まれの21歳の女性で、東京都世田谷区で生誕している。